# Лазаркиня
Лазаркинята (Galium odoratum), син. Миризливо еньовче, сладък дървесник е многогодишно тревисто растение от семейство Брошови.
Има четириръбести, неразклонени, прави, единични, високи 15-20 cm стъбла, които в основата си имат пълзящи издънки. Цъфти през месец май и юни, а семената ѝ узряват през юли и август. Съдържа дъбилни вещества, витамин С, етерично масло и кумарин. Има много приятен аромат, поради което се използва и като ароматно и подправъчно растение. Докато увяхва и изсъхва, ароматът се засилва, което позволява използването му в потпури.
В кулинарията се използва както в свеж, така и в сух вид за овкусяване на зеленчукови ястия, компоти, пудинги, лимонада, вино и др. Използва се в промишлеността при приготвянето на алкохолни напитки и за ароматизиране на тютюн. В Германия се използва за направата на сладкото вино (боле) Maitrank (Maibowle). Сироп от растението се използва за получаване на зеления вариант на германската бира Берлинер Вайс. Подправката е известна още и с имената благовонен брош, бодисора или ароматна лазаркиня. Старите българи са наричали тази билка Миризливка, а по-късно Миризлива Лазаркиня, тъй като се е ползвала в китките на лазарките. Това име се използва и в повечето диалекти и сега, но в книжовния български прилагателното миризлива е заменено с ароматна.

## В градинарството
В България няма сериозна традиция за използване на лазаркинята в ландшафтния дизайн.

В световното градинарство често се отглежда за почвено покритие в сенчести зони, включително под дървета и храсти, тъй като е горско растение. Сади се във влажна, добре дренирана почва на сянка или полусянка. След стабилизиране лазаркинята е устойчива на суша.

При поликултурно отглеждане най-подходящи растения компаньони за това цвете са дамско сърце (Dicentra spectabilis, Lamprocapnos spectabilis), брунера (Brunnera macrophylla), бяло астилбе(Astilbe japonica “Deutschland” или Astilbe arendsii hibryd "Bridal Veil"), декоративното новозеландско коило (Stipa Arundinacea), пълзящо срещниче (Ajuga reptans), цариче (шапиче) от декоративния вид Alchemilla Molis, горска съсънка (Anemone sylvestris), която е защитено растение, не се бере в природата, купуват се семена от специализирани магазини,  кандилка (Aquilegia, с предпочитание към сорта Aquilegia vulgaris var. "Nora Barlow").